# Curd Jürgens
Curd Gustav Andreas Gottlieb Franz Jürgens, também conhecido como Curd Jurgens e Curt Jurgens (Munique, 13 de dezembro de 1915 — Viena, 18 de junho de 1982), foi um ator austro-alemão de cinema e teatro.
Nasceu em Munique, filho de um comerciante de Hamburgo e de uma professora francesa e começou profissionalmente como jornalista antes de se tornar ator, com o incentivo de sua primeira mulher, uma atriz, passando muito de seu começo na profissão atuando nos palcos de Viena.
Crítico do regime nazista em sua Alemanha natal, foi enviado para um campo de concentração rotulado de cidadão "politicamente duvidoso" em 1944. Sobrevivendo à guerra, tornou-se cidadão austríaco logo após o conflito.

## Carreira internacional
Após anos nos palcos austríacos e atuando no cinema local e no alemão, Jürgens ganhou o prêmio de melhor ator no Festival de Veneza de 1955, com o filme Les Héros Sont Fatigués, e no ano seguinte virou um astro internacional com o sucesso de E Deus Criou a Mulher, de Roger Vadim, que também lançou Brigitte Bardot como símbolo sexual do cinema.
Poliglota, Curd passou a trabalhar em diversos filmes de guerra de Hollywood, estreando em 1957 com A Raposa do Mar, onde contracenou com Robert Mitchum no papel de um comandante de submarino alemão perseguido por um destróier americano durante a Segunda Guerra Mundial. Em 1962, marcou sua presença como oficial nazista num épico de guerra, O Mais Longo dos Dias, um dos grandes sucessos daquele ano.
Com um carreira de mais de cem filmes, muitos deles em personagens secundários, seu momento de maior popularidade veio em 1977 como o vilão Karl Stromberg de 007 O Espião que me Amava, um dos filmes de Roger Moore como James Bond.
Apesar da carreira de quase três décadas no cinema internacional, Curd sempre se considerou um homem de teatro. Também escreveu roteiros e dirigiu alguns filmes de sucesso limitado.

## Vida pessoal

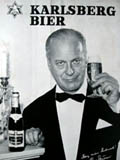
Cartaz de propaganda com a imagem do ator

Casado por cinco vezes, a última delas com uma atriz húngara - Eva Bartok, também ex-prisioneira de campos de concentração nazistas durante a guerra - Jurgens manteve residência na França por muitos anos, voltando a Viena para representar papéis no teatro. Foi durante um destes retornos que sofreu um ataque cardíaco, morrendo em 1982, aos 66 anos. Antes de morrer, teve uma experiência de quase-morte em que ele declara que foi para o Inferno.

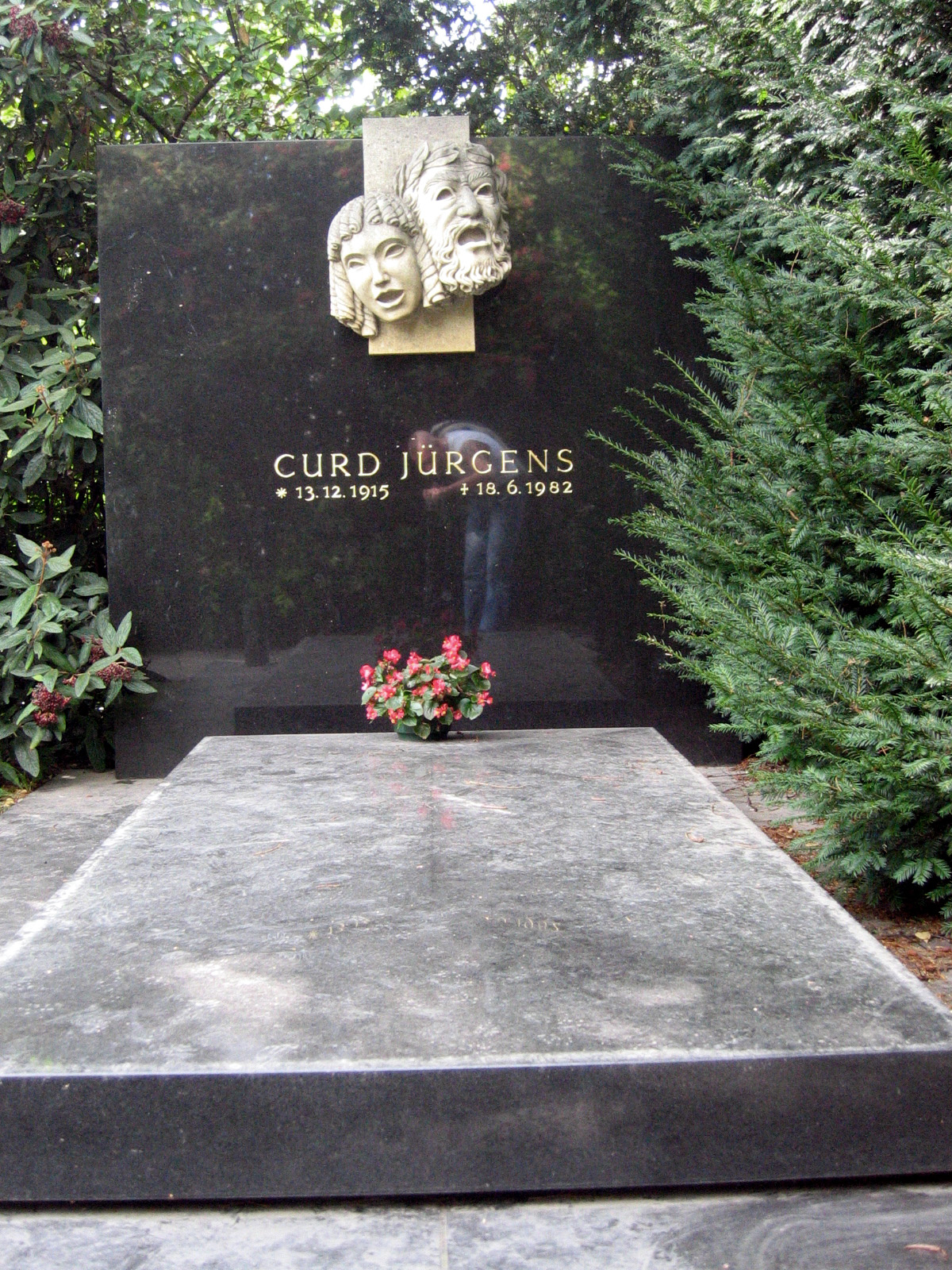
Sepultura no Cemitério Central de Viena